# Aloe pienaarii
Aloe pienaarii är en grästrädsväxtart som beskrevs av Illtyd Buller Pole-Evans. Aloe pienaarii ingår i släktet Aloe och familjen grästrädsväxter. Inga underarter finns listade i Catalogue of Life.

## Bildgalleri

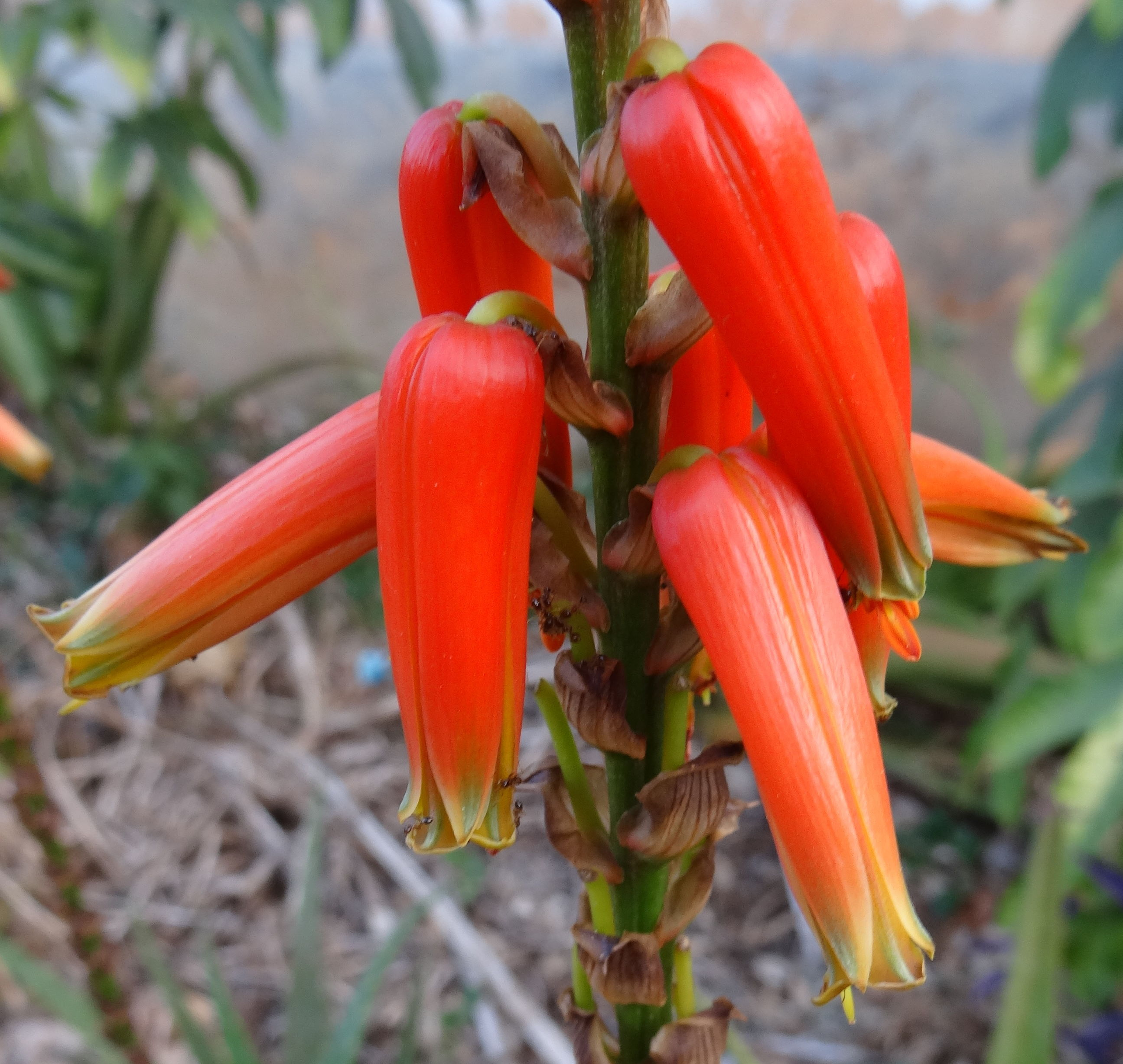